# Saint-Vigor-d’Ymonville
Saint-Vigor-d’Ymonville település Franciaországban, Seine-Maritime megyében. Lakosainak száma 1165 fő (2022. január 1.). Saint-Vigor-d’Ymonville Saint-Samson-de-la-Roque, La Cerlangue, Saint-Vincent-Cramesnil és Sandouville községekkel határos.

## Népesség
A település népessége az elmúlt években az alábbi módon változott:
| Lakosok száma | 1078 | 1102 | 1139 | 1130 | 1134 | 1137 | 1141 | 1167 | 1165 |
|               | 2013 | 2015 | 2016 | 2017 | 2018 | 2019 | 2020 | 2021 | 2022 |